# Partido Libertario (Canadá)
El Partido Libertario de Canadá es un partido político federal libertario fundado el 7 de julio de 1973 en Canadá por Bruce Evoy, su primer presidente. El partido se suscribe a los principios liberales clásicos del movimiento libertario en todo  Canadá. La misión del partido es reducir el tamaño, el alcance y el costo del gobierno. Las políticas que defiende el partido incluyen poner fin a la prohibición de drogas, poner fin a la censura del gobierno, reducir los impuestos,[cita requerida] proteger los derechos de armas y el no intervencionismo.

## Historia
El partido fue fundado el 7 de julio de 1973 por Bruce Evoy (quien se convirtió en su primer presidente) y otros siete. Evoy se postuló para las elecciones al Parlamento en las elecciones federales del año 1974 en el paseo de Toronto de Rosedale. El partido alcanzó el estado registrado en las elecciones federales de 1979 al presentar más de cincuenta candidatos.
El partido se describió a sí mismo como el "cuarto partido" de Canadá en la década de 1980, pero desde entonces ha sido desplazado por nuevos partidos como el Bloque Québécois y el Partido Verde de Canadá. El partido se negó a unirse al Partido de la Reforma de Canadá cuando se formó en 1987. Muchos libertarios también se sintieron atraídos por los partidos conservadores progresivos provinciales que se movieron a la derecha durante la década de 1990 en Ontario con Mike Harris y en Alberta con Ralph Klein. La disminución en la membresía y los recursos del partido dio como resultado que Elections Canada eliminase su condición de partido registrado inmediatamente antes de las elecciones federales de 1997, cuando el partido no logró presentar los cincuenta candidatos mínimos necesarios para mantener su registro.
Jean-Serge Brisson dirigió la fiesta desde el 22 de mayo de 2000 hasta el 18 de mayo de 2008, cuando fue sucedido por Dennis Young. Young derrotó al presidente saliente del partido, Alan Mercer, por el liderazgo. Savannah Linklater fue elegida vicepresidenta.  En mayo de 2011, Katrina Chowne fue elegida líder del Partido Libertario. En mayo de 2014, Tim Moen fue elegido líder del Partido Libertario.
En las elecciones federales de 2015 , el partido presentó 72 candidatos y consolidó su posición como el sexto partido federal en Canadá, con un crecimiento superior al 500% de las elecciones federales de 2011.
La próxima Convención Federal del Partido Libertario de Canadá tuvo lugar en Ottawa del 5 de julio al 7 de julio de 2018, concluyendo el 45 aniversario de la fiesta. 
El 17 de septiembre, Moen anunció que estaba considerando fusionar el Partido Libertario con el recién formado Partido Popular de Canadá dirigido por el exparlamentario conservador Maxime Bernier . El asunto se someterá a votación del partido en una fecha aún no revelada.

## Resultados de elecciones
| Elección | Líder              | Candidatos   | Votos        | % voto popular | % en distritos disputados |
| -------- | ------------------ | ------------ | ------------ | -------------- | ------------------------- |
| 1979     | Alex Eaglesham     | 60/282       | 16,042       | 0,13%          | 0,58%                     |
| 1980     | Vacante            | 58/282       | 14,656       | 0,13%          | 0,58%                     |
| 1984     | Victor Levis       | 72/282       | 23,514       | 0,19%          | 0,71%                     |
| 1988     | Dennis Corrigan    | 88/295       | 33,185       | 0.25%          | 0,75%                     |
| 1993     | Hilliard Cox       | 52/295       | 14,630       | 0,12%          | 0,58%                     |
| 1997     | No disputado       | No disputado | No disputado | No disputado   | No disputado              |
| 2000     | No disputado       | No disputado | No disputado | No disputado   | No disputado              |
| 2004     | Jean-Serge Brisson | 8/308        | 1,949        | 0.02%          | 0,52%                     |
| 2006     | Jean-Serge Brisson | 10/308       | 3,002        | 0.02%          | 0,57%                     |
| 2008     | Dennis Young       | 28/308       | 7.300        | 0.05%          | 0,57%                     |
| 2011     | Dennis Young       | 23/308       | 6.017        | 0.04%          | 0,50%                     |
| 2015     | Tim Moen           | 72/338       | 37,407       | 0.21%          | 0,93%                     |
| 2019     | Tim Moen           | 24/338       | 8,281        | 0.05%          | 0,61%                     |
| 2021     | Jacques Boudreau   | 13/338       | 4,765        | 0,03%          | 0,71%                     |

## Líderes
- Sieg Pedde (1973-1974)
- Charles 'Chuck' Lyall (1974-1976)
- Ron Bailey (1976-1978)
- Alex Eaglesham (1978-1979)
- Linda Cain (1980-1982)
- Neil Reynolds (1982-1983)
- Victor Levis (1983-1987)
- Dennis Corrigan (1987-1990)
- Stanislaw Tyminski (1990-1991)
- George Dance (1991-1993)
- Hilliard Cox (1993-1995)
- George Dance (1995-1996)
- Vincent Pouliot (12 de mayo de 1996-5 de abril de 1997)
- Robert Morse (1997) (interino)
- Jean-Serge Brisson (1997-18 de mayo de 2008)[8]
- Dennis Young (18 de mayo de 2008-actualidad)